# 胡克惠
胡克惠（1944年2月—），女，贵州安顺人，中华人民共和国检察官。西南政法学院法律系毕业。1971年9月加入中国共产党。曾任贵州省人民检察院检察长，最高人民检察院副检察长、二级大检察官，是中华人民共和国第一位女副检察长。

## 生平
受文化大革命的影响，大学毕业后，1968年胡克惠在中国人民解放军贵州省军区下属部队劳动。1970年，调贵州省福泉县公安机关军管会工作；1973年至1981年，历任福泉县法院秘书、副院长、院长；1981年，出任福泉县副县长。
1983年，39岁的胡克惠在机构改革中被破格提拔为中共贵州省委常委、兼省纪委副书记，并赴中共中央党校培训班学习；两年学习期满后，出任省委常委、省政法委书记；1993年1月，在贵州省第八届人大一次会议上，被任命为贵州省人民检察院检察长；当年11月，再次出任省委常委、省政法委书记。在贵州负责司法、检察工作期间，胡克惠主持查处了前贵州省委书记刘正威的妻子、前贵州国际信托投资公司董事长闫健宏，以及前贵州省公安厅厅长郭政民等，多名厅局级干部的贪污受贿行为。
1998年4月29日，在第九届全国人大常委会第二次会议上，胡克惠被任命为最高人民检察院副检察长、检察委员会委员；使她成为中华人民共和国第一位女副检察长。2003年3月，还当选第十届全国政协委员，任社会和法制委员会委员 。
2009年6月，届龄退休，在第十一届全国人大常委会第九次会议上，被免去副检察长职务。